# Banū Qaynuqāʿ
I Banū Qaynuqāʿ (arabo ﺑﻨﻮ ﻗﻴﻨﻘﺎﻉ) erano una delle tre tribù ebraiche (assieme a Nadīr e Banu Qurayza) insediate nella città-oasi di Medina (chiamata ancora Yathrib) nel VII secolo, allorché Maometto vi giunse, compiendo l'Egira, su invito di una delegazione di suoi abitanti.
Era con ogni probabilità la tribù ebraica più importante, sia per ricchezza, sia per consistenza numerica (1.000-2.000 individui come minimo) ed era insediata nell'area sud-occidentale della città, in "fortezze" (āṭām, pl. di uṭum) tra loro vicine.
Anche con questa tribù il profeta dell'Islam sottoscrisse il cosiddetto "Patto di Medina" (o "Rescritto di Medina", o "Costituzione di Medina") nell'anno 1 dell'Egira, corrispondente al 623 d. C.
Al contrario dei loro correligionari dei Banū Qurayẓa (probabilmente specializzati nella concia di pelli) e dei Banū Naḍīr (essenzialmente agricoltori o artigiani specializzati nella lavorazione del ferro e dell'oro), i Qaynuqāʿ - pur esperti fabbri e orefici anch'essi - sembra fossero basilarmente commercianti e, come tali, in cordiali e proficui rapporti con gli altri mercanti della Penisola Araba in genere e del Ḥijāz e di Mecca più in particolare.
I rapporti coi musulmani cominciarono a deteriorarsi dopo la battaglia di Badr, a causa dell'atteggiamento poco collaborativo degli israeliti medinesi nei confronti dei musulmani e poco orientato a partecipare alla politica di Maometto nei confronti dei pagani di Mecca che l'avevano indirettamente costretto a prendere la via dell'esilio.
La scusa fu quella delle dure reazioni di alcuni dei Qaynuqāʿ all'atteggiamento oltraggioso verso una donna ebrea da parte di un musulmano che fu ucciso per reazione dai correligionari della donna offesa.

La reazione dei seguaci di Maometto fu durissima e si espresse con un assedio durato 15 giorni agli āṭām in cui i Qaynuqāʿ s'erano rifugiati e con la finale riduzione in prigionia dell'intera parte maschile della tribù ebraica, malgrado questa potesse vantare una consistenza doppia dei suoi avversari: segno evidente delle forti complicità su cui i musulmani potevano contare anche fra gli arabi pagani, probabilmente mossi da antichi motivi di rancore e d'invidia nei confronti dei Qaynuqāʿ.
Una soluzione violenta fu evitata solo grazie al solidale intervento di ʿAbd Allāh b. Ubayy, sayyid degli arabi Khazraj e degli "Ipocriti" (Munāfiqūn ). Ciò permise agli ebrei di vedersi commutare la pena capitale in un più moderato bando dalla città.

Ai condannati all'esilio fu concesso un periodo di tempo (3 giorni), utile per vendere quanto essi non avrebbero potuto trasportare, prima di dirigersi infine verso la Siria o l'oasi higiazena di Khaybar. 